# 謝范將軍

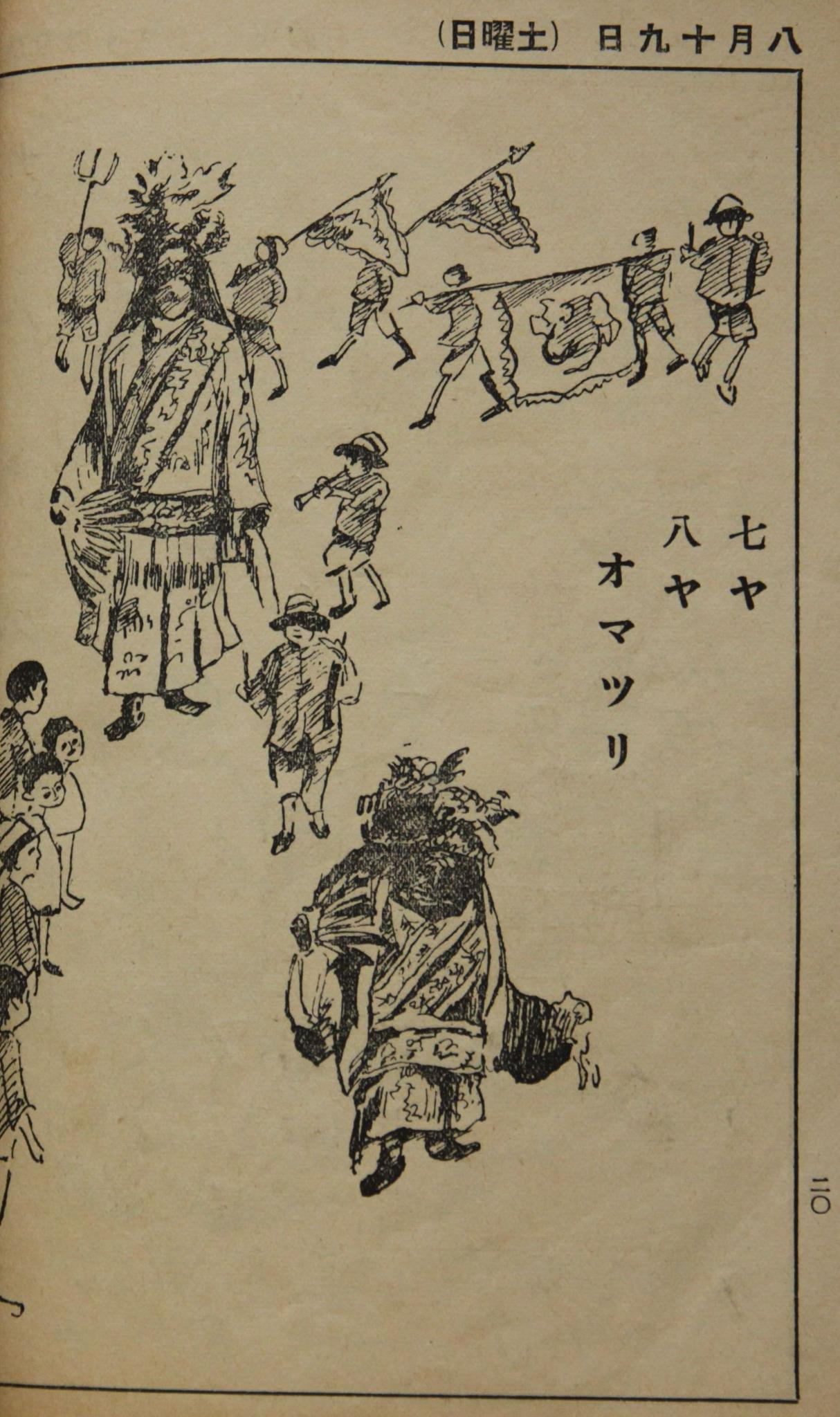
台湾日治时期记载的七爺（七ヤ）、八爺（八ヤ）

謝范將軍，又稱范謝將軍，是華人民間信仰中的一對神祇。此二神祇如古時候的捕快，手執腳鐐手銬，專職緝拿惡鬼、協助賞善罰惡，也常為城隍爺等具有司法神職能之神祇的部將。

## 名稱由來
謝范將軍本名為謝必安和范無救（又作范無咎），其在各地有不同的稱呼。台灣稱為七爺八爺，閩南與南洋尊稱為大二老爺、大爺二爺、大二爺伯與大二阿伯，莆田稱高哥矮哥，福州稱高哥矮八、寧德稱赤白二爺。這些名字的來源如下：

### 七爺八爺
因排行為第七與第八，而故得此稱。
在家將傳統中，舊有傳統中往往排在甘、柳、春、夏、秋、冬等六位家將之後，是為押陣之神，故臺灣人尊之為七爺、八爺。但今日多改為排在甘、柳之後，春、夏、秋、冬之前。在莆田沿海（界外）也是稱為七爺、八爺。
或有說法認為：謝范將軍作為城隍爺此類司法神之部屬，城隍帳下已有文武判官、牛馬將軍、枷鎖將軍等從神，因此接續排行於上述六位即成為七爺、八爺。

### 大爺、二爺
閩南稱之大爺（Tōa-iâ）、二爺（Jī-iâ），因在閩南，謝范將軍為六將之首，故稱為大爺、二爺。

### 高哥矮八
福州稱之為高哥（Gèng-gŏ̤）、矮八（Ā̤-báik）。謝將軍身材高大，故稱「高哥」。范將軍身材矮小，排行第八，故稱「矮八」或「矮八鬼」。「矮八」在福州話中也是對身材矮小的人的貶稱。

### 高哥矮哥
莆田、仙遊稱之為高哥（Gá̤ⁿ-geo）、矮哥（Â̤-geo），又稱高腳鬼（Gá̤ⁿ-ko̤-gûi）、矮腳鬼（Â̤-ko̤-gûi），其名字來源與福州相似。

### 謝必安與范無救
謝范將軍的名諱據說有其信仰意義：「謝必安」為「謝」罪悔過則「必」能得到平「安」（或「謝」天敬神則「必」能平「安」），「范無救」為「犯」罪之人必然「無救」（若作「范無咎」，則為「犯」罪悔改，既往不「咎」）。

## 起源
最普遍的說法為兩將軍原本是衙門差人，有一次因押解的要犯在途中脫逃，二人商議分頭尋找，並約定在橋下會合。不料到了約定時辰，謝必安因大雨耽擱，無法趕到橋下會合；范無救在橋下苦等，見河水暴漲，不敢因離去而失信，最後溺斃橋下（因此范神像臉色為黑色）。
後來謝趕到，見范殉難，痛不欲生，於是上吊自盡（因此謝神像舌長）。二人仙逝，玉皇大帝感念其信義，乃冊封二人為冥界大神。

## 形象

### 神尊
以神尊型態如下：

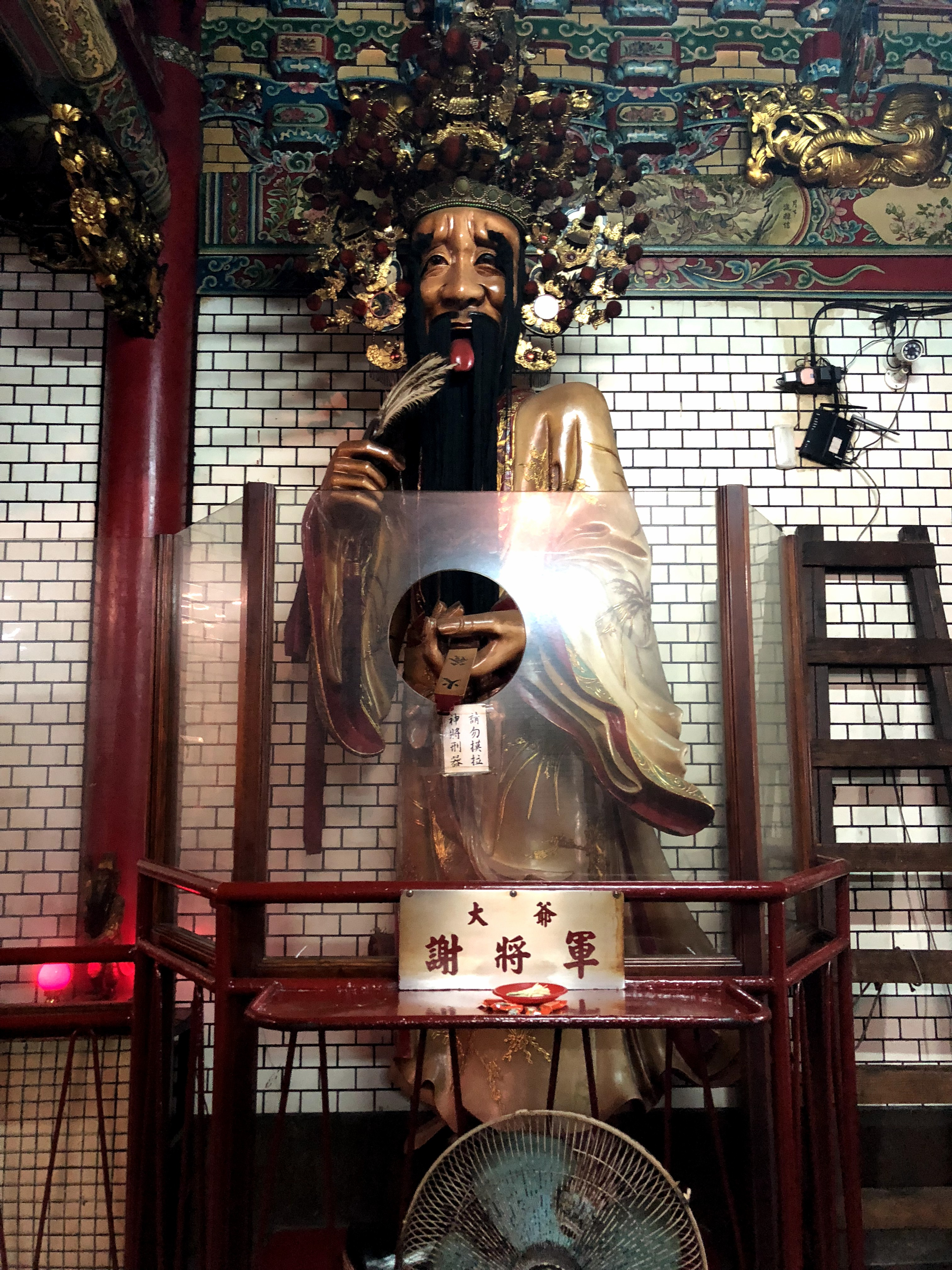
新竹都城隍廟謝大爺泥塑神像

- 謝將軍：臉為白色並穿白色長袍，穿戴長筒官帽，上有「一見發財」或「一見生財」、「一見大吉」字句，內手（右手）執羽扇，外手（左手）執魚枷（嘉義派多屬此類）或火籤（臺南白龍庵派別多屬此類）。
- 范將軍：臉為黑色並穿黑色長袍，穿戴方形官帽上有「天下太平」字句，外手（右手）執羽扇，內手（左手）執方牌加鎖鏈，方牌上通常繪有虎頭，並書寫「善惡分明」或「獎善罰惡」四字。

臺灣新竹都城隍廟的謝范將軍神像，據說是依照謝范將軍生前的尊容所雕刻出來的：謝將軍面白高瘦，范將軍面黑矮胖，特別逼真。

### 神將
如果已隨神明出遊的大神將（俗稱大仙翁仔）就有所不同，衣服不一定是黑與白，但七爺八爺手持的物品均為羽扇、絲巾為主；在帽子上又分為將軍形似的帽子及捕快帽（較古老）。
以台北為例，只有士林湳雅永安社(一對)及廈厝庄雙連社(三對)使用捕快帽來當作七爺八爺的官帽(既有的帽盔少去帽眉，並綑飾頭巾)，也有其他神將會仿造前者，不過現今大部分使用將軍帽（帽花較多，即於既有的桶帽上復增帽眉）較多。
值得一提的是，當有暗訪情況時，七爺右手拿火籤，左手拿鐵鍊或魚枷（例：雙連社），背後背一把雨傘；而八爺手拿執虎牌與手銬，背後背一個包袱。

另外，如台北靈安社謝將軍則是於暗訪時左手拿釘棍，亦別具特色。

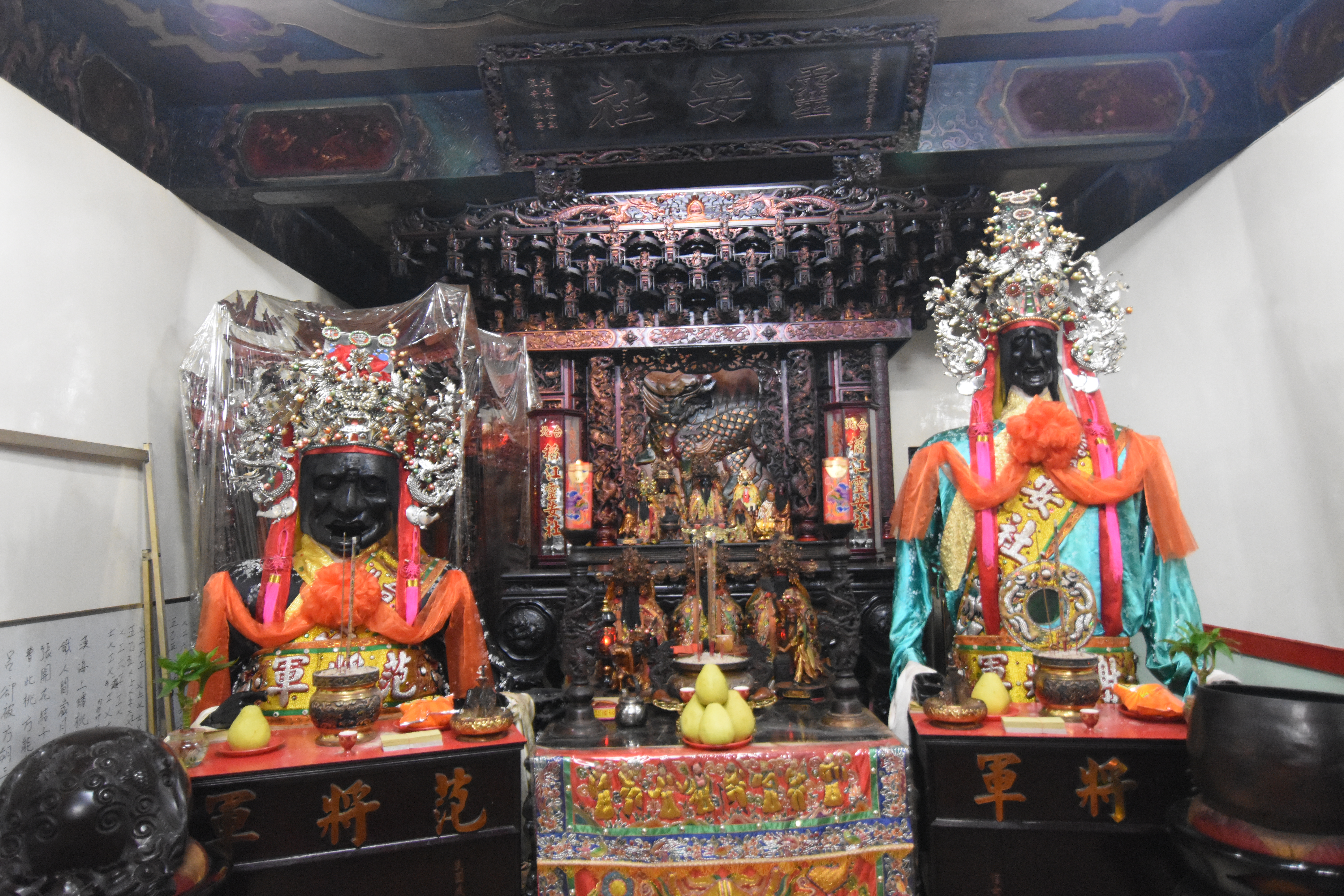
台北靈安社謝范將軍神將
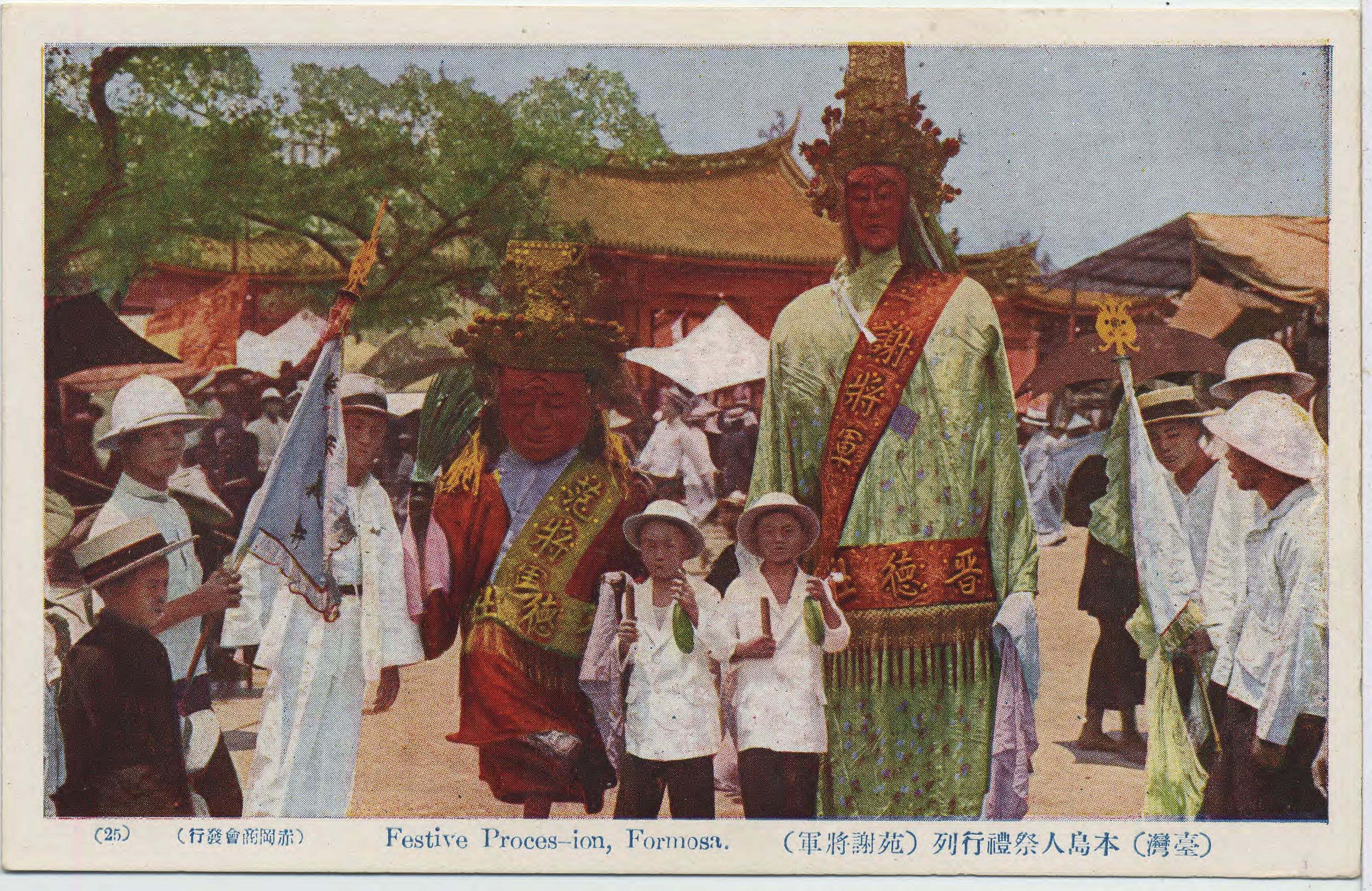
日治時期晉德宮晉義軒 謝范將軍於遊行隊伍之攝照

|                                |                                |
| 文澳城隍廟七爺神像             | 文澳城隍廟八爺神像             |
|                                |                                |
| 頭城城隍廟大神尪－舊七爺       | 頭城城隍廟大神尪－舊八爺       |
|                                |                                |
| 臺中港尾太子宮謝將軍           | 臺中港尾太子宮范將軍           |
|                                |                                |
| 宜蘭城隍廟謝將軍木雕神像與神將 | 宜蘭城隍廟范將軍木雕神像與神將 |
|                                |                                |
| 澎湖縣馬公施公祠七爺神將       | 澎湖縣馬公施公祠八爺神將       |
|                                |                                |
| 永和南清宮謝將軍神將           | 永和南清宮范將軍神將           |
|                                |                                |

## 奉祀情況
謝范將軍在中國大陸與台灣等民間信仰多作為從神角色，通常做為司法神（如：城隍、東嶽大帝、靈安尊王等）以及王爺或其他神祇之部屬；以謝范將軍作為主祀的情況則以新加坡、馬來西亞尤為興盛。

### 主祀廟宇

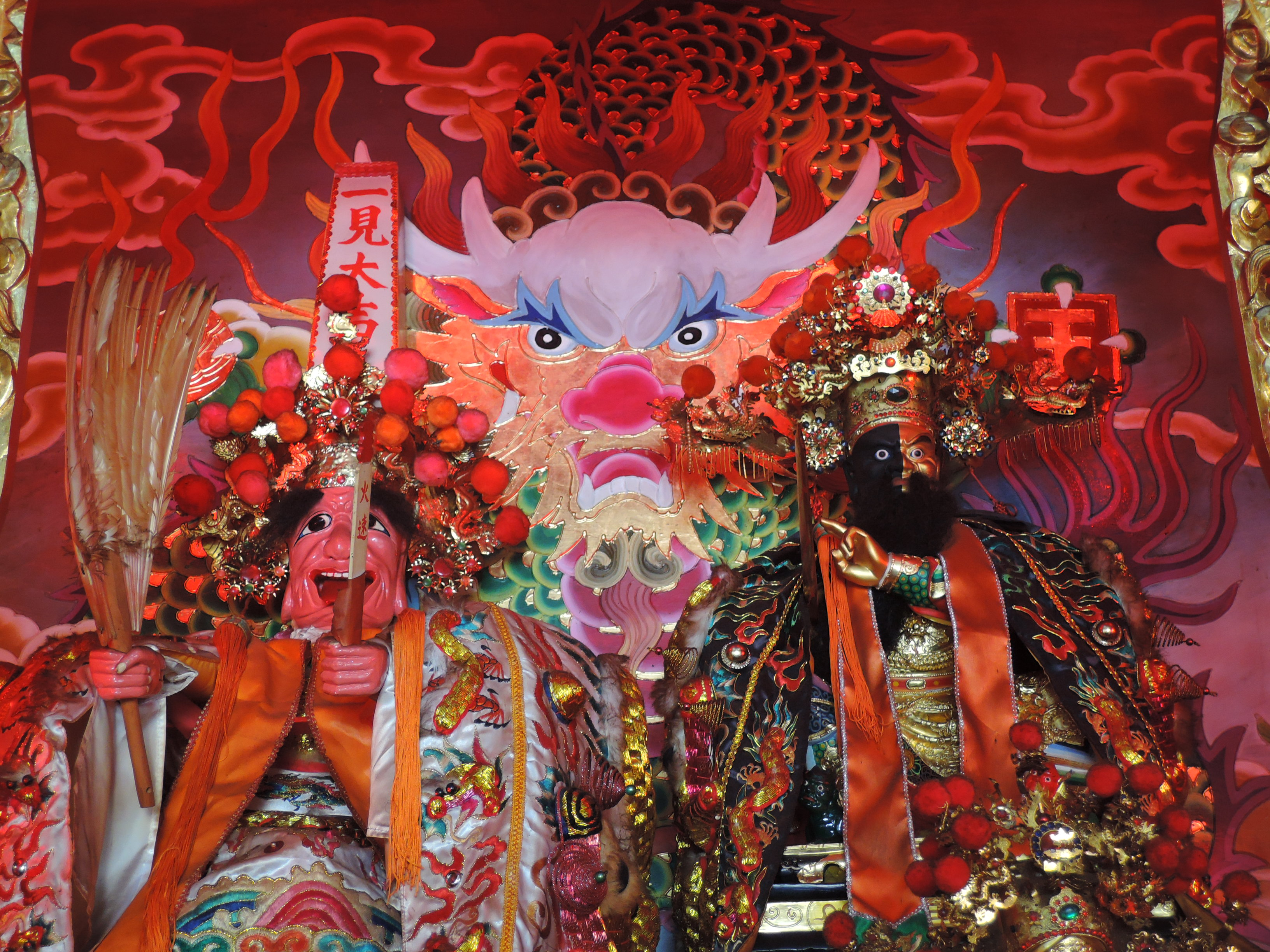
馬公陰陽堂主祀之陰陽司公 與 白衣吉神(即謝將軍)，為台灣少數以謝范將軍為主祀神之廟宇

#### 台灣
- 澎湖馬公陰陽堂(主祀陰陽司公與白衣吉神，白衣吉神即謝將軍)
- 彰化彩鳳庵北辰宮(主祀六將爺公)

#### 馬來西亞
- 马六甲峇株安南日落洞地方府
- 柔佛峇株巴轄班底保安宮

## 註腳
1. ↑  . 宁德蕉城在线. 2024-03-22.
2. ↑  冯爱珍. . 江苏教育出版社. 1998: 96.
3. ↑  . 中央日報. 2015-07-10. （原始内容存档于2016-09-23）.